# Comptosia brunnipennis
Comptosia brunnipennis är en tvåvingeart som beskrevs av Frederik Maurits van der Wulp 1868. Comptosia brunnipennis ingår i släktet Comptosia och familjen svävflugor. Inga underarter finns listade i Catalogue of Life.